# Kiyoshi Hara
Kiyoshi Hara (原 清, Hara Kiyoshi), né le 28 février 1936 à Hikawa, (de nos jours Izumo) dans la préfecture de Shimane) est un potier et céramiste japonais. En 2005 il est désigné Trésor national vivant du Japon dans la catégorie « céramique ». 
Il s'initie au métier d'abord à Kyoto auprès du maître céramiste Ishikuro Munemaru (1893-1968) et plus tard auprès de Uichi Shimizu (清水卯一) (1926–2004), lui-même désigné Trésor national vivant en 1985,. En 1961, il intègre à l'âge de 25 ans la  « Société Japonaise d'artisanat »(日本工芸会, Nihon Kōgeikai). En 1965, Hara ouvre un atelier dans l'arrondissement Setagaya de Tokyo puis s'installe à Yorii dans la préfecture de Saitama où il construit et exploite un four. Il est élu président de la Société japonaise d'artisanat en 1992.
Hara est désigné Trésor national vivant du Japon le 30 août 2005 pour ses céramiques avec de grandes émaux de fer habituellement bruns ou noirs (鉄釉陶器, tetsuyū dōgi). En 2010, il offre 115 de ses œuvres au musée d'art de Shimane où elles peuvent être admirées aujourd'hui lors d'expositions temporaires.